# Vattusjön
Vattusjön är en sjö i Piteå kommun i Norrbotten och ingår i Åbyälvens huvudavrinningsområde. Sjön är 7,3 meter djup, har en yta på 0,08 kvadratkilometer och befinner sig 271 meter över havet.